# Senso Magico
A Senso Magico egy magyar soulzenekar, amelyet 2007. október 23-án Rota Francesco és Ujvári (Pipís) Péter alapított.

## A zenekar története
Első dalaikat egy budapesti albérletben írták, és szülővárosukban, Tótkomlóson adták elő Péter, alias Pityora legénybúcsúján. Ez a pillanat számít a zenekar megalakulásának. Az alapítást követően több mint egy évig műhelymunka folyt, amelynek eredménye húsz saját dal funk, rock és a kettő ötvözéseként funk-rock stílusban. A 2009-es évben közel húsz koncertjük volt klubokban, kisebb fesztiválokon, egyre növekvő népszerűséggel.
A 2010-es év átalakításra késztette az együttest, Pityorka letette a basszusgitárt és a design felelőse lett, de Tusor Péter, Szalóczy Miklós ès Harmati Máté érkezésével véglegesedett az a stílus, hangzás, ami a soulzenére jellemző dallamvilággal és mondanivalóval teljesedik ki. A célkitűzés olyan saját, magyar nyelvű dalok alkotása, melyek méltóak a műfaj tengerentúli és hazai megteremtőihez. Ebben a felállásban született a lemezek többsége, de ez az állapot a 10. születésnap után elfáradt, így Péter és Miklós kiléptek. Máté Francescóval maradt, de a stúdiómunkákra rendezkedett be. Tagcserékkel újult meg a banda, és belépett a gimis jóbarát Bánki-Horváth György, sőt illusztrisabb színpadokra csatlakozik a nagy műfajbeli harcostárs, Garami Gábor a dobokhoz. Megszületett a Metronome SOUL Horns Erdő Zoltán vezetésével és Tempfli Erik (billentyű), valamint Takács Balázs (bass) belépésével véglegesedett a társulat.
Időközben színpadi megjelenésük egy elismert olasz divatmárka által biztosított lett, egy másik hazai pedig a koncertek támogatása mellett kötelezte el magát. Őket váltva, a 2017-es jubileumi esztendőben meghatározó bank állt a zenekar mögé, örök mecénás pedig egy vezető festékipari cég. Mindezeknek köszönhetően a csapat a budapesti zenei élet kedvelt alakja.
A soul zene  – mint minden mai táncolható könnyűzene alapja – érdekében tett erőfeszítéseik része Francesco Soul History című zenés, zenetörténeti tematikus és portréműsora, melyben egyedülálló módon a műfaj ’70-es és '80-as években idehaza fellelhető hangzásait is kutatja elismert művészek vendégeskedésével.
A műsor négy évig, a szezonok startjára beköltözött a fővárosi Akvárium klubba, hogy SOUL History VOLT Lokál – zenés Talk Show különkiadás sorozat keretében, közönség előtt rögzítse a mindig májusban induló új évadok nyitóepizódjait akusztikus minikoncertekkel. Nevében utalva arra, hogy a különkiadások a SOUL History VOLT Fesztivál klubjaként kelnek életre.
A nyári időszakokban pedig Senso Magico – az élő Soul History koncertek formájában is színpadra áll.
A Soul History jelenleg a 7.évadát kezdte a budapesti Trend FM 94.2-es frekvenciáján minden péntek délelőtt 11.00 – 13.00 óráig. A hódmezővásárhelyi Rádió 7-el partnerségben Hódmezővásárhely FM 97.6; Szeged 107.0; Makó 96.8 további 3 frekvenciáján Békéscsabától fel Kecskemétig, le pedig egészen Erdély déli kapuja, Aradig csütörtök este 20.00 – 22.00 óráig.
2013-ban Megszokás, 2014-ben Esőcsepp, 2015-ben Lendület című dalaikkal indultak A Dal, azaz az Eurovíziós Dalfesztivál hazai versenyén. Utóbbi kettőt a zenekar barátja, Várkonyi Attila – Dj Dominique nevezte be a megmérettetésre.
2015 nyarán meghívást kaptak az 1977 óta fennálló, legendás Agárdi Popstrandra a Magna Cum Laudéval közös koncertestre.
A debütálás annyira jól sikerült, hogy a 2016 és 2018-as években már mentorukkal, Karácsony János (zenész) – Jamesszel közös műsorral tértek vissza Agárdra, utóbbin a Soul History keretein belül, amit 2019-ben megismételtek Popper Péterrel és Garami Gáborral az R-GO-est felvezetéseként.
James-szel, a Senso „tiszteletbeli tagja”-ként a 2019-es Zamárdi Strand Fesztivál Magenta színpada is a felkérők között.
2017. szeptember 22-én, közel háromnegyed éves szervezés, előkészület után került megrendezésre 10. évi jubileumi koncertjük a lehető legméltóbb helyszínen, a Várkert Bazár – Öntőház udvarán, példaképeik, Fábián Éva, Dorozsmai Péter, Karácsony János – James, Novai Gábor, Várkonyi Mátyás és a Generál legendái – valamint a Tótkomlósi Ifjúsági Fúvószenekar, Komlós SOUL Horns Quartetje közreműködésével.
Az előadás a SENSO MAGICO 10 – Az élő Soul History címet kapta, utalva Francesco közkedvelt rádióműsorának élő, ünnepi epizódjára az egykori Budai Ifjúsági Park nagy zenetörténelmi pillanatokat megélt falai között olyan szereplőkkel, akik anno e zenetörténelmet írták.  
Az előadás keretében jelent meg a Tom-Tom Records gondozásában a Sensonata Best of 10 Years válogatásalbum a Komlós SOUL Horns fúvósszólamaival felfrissített dalokkal.
A Senso Magico elnevezés egy olasz szóösszetétel, jelentése „az élmény útja”, de átvitt értelemben a hatodik érzék fogalmát is tükrözi.

## Tagok
- Rota Francesco:                       ének, gitár, zene, szöveg
- Tempfli Erik (Erico):                 billentyűsök
- Takács Balázs (Biagio):               basszusgitár
- Bánki – Horváth György (Juel):        dobok

Metronome SOUL Horns:
- Erdő Zoltán (Foresta):                szaxofon, klarinét
- Donáth Gergő (Gregorio):              harsona
- Tomka Ковач (Sovietico):              harsona

Tiszteletbeli tagok:
- Karácsony János (James):              ének, gitár,
- Garami Gábor (Garabriele):            dobok

Szezonális tagok:
- Láda Mihály (Michele):                billentyűsök, vokál
- Sitkei Bence (Benedettino):           ütőhangszerek, dob
- Kovács Botond Márk (Bottito):         trombita

Technikai tagok:
- Ujvári Péter (Pityorka):              design
- Harmati Máté (Mattía):                stúdiómunkák, billentyűsök

## Diszkográfia
- 2011. 03. 25. Sensoul (LP)
- 2012. 07. 30. LuxFunk (SP)
- 2012. 12. 06. Senso Unico (LP)
- 2013. 12. 05. Sensomania (EP)
- 2014. 12. 06. Sensomatico (LP)
- 2017. 09. 22. Sensonata (Best of 10 Years with The Komlós SOUL Horns)